# حمام دامنه
حمام دامنه مربوط به دوره قاجار است و در شهرستان فریدن، بخش مرکزی، دهستان دالانکوه، شهر دامنه واقع شده و این اثر در تاریخ ۶ اسفند ۱۳۸۵ با شمارهٔ ثبت ۱۷۴۷۳ به‌عنوان یکی از آثار ملی ایران به ثبت رسیده است.
این حمام تاریخی با ۲۵۰ متر مربع زیربنا شامل ورودی، هشتی، رختکن، حمام آب گرم و سرد و خزینه است که در ساخت آن از آجرهای نظامی، سنگ و ساروج استفاده شده و تمام فضای آن به صورت طاق و چشمه و گنبدی بنا شده است.
با پایان کار مرمت این حمام تاریخی و زیبا به موزه گیاهان دارویی و دم نوش‌ها تبدیل می‌شود.